# جون كالفين جيفريز
جون كالفين جيفريز (بالإنجليزية: John Calvin Jeffries) هو عالم قانوني أمريكي، ولد في 1948.

## وصلات خارجية
- جون كالفين جيفريز على موقع ميوزك برينز (الإنجليزية)